# Ferdinand von Schau
Ferdinand Anton Bartholomäus von Schau (* 26. August 1768 in Korbsdorf bei Wormditt; † 2. Mai 1840 in Mohrungen) war ein deutscher Beamter.

## Familie
Ferdinand von Schau entstammte einem alten schottischen Adelsgeschlecht, das aufgrund der Religionsverfolgungen von Schottland nach Ostpreußen geflohen war. Er war ein Sohn des Justus von Schau (1743–1796), Hauptmann in polnischen Diensten, und dessen Ehefrau Albertine von Hosius (1740–1803).
Ferdinand war dreimal verheiratet. Seine erste Frau war Henriette Friederike Raiser († 1804). Am 3. September 1806 heiratete er in Bartenstein seine zweite Frau, Caroline Maria Sophie von Lengefeldt (1776–1807). Seine dritte Frau, Eleonore Karoline Juliane von Trebnitz (1794–1864), heiratete er am 25. November 1812 in Arnsdorf.
Tochter aus erster Ehe:
- Luise (1802–1865)

Sohn aus zweiter Ehe:
- Karl Friedrich Wilhelm (1807–1866)

Kinder aus dritter Ehe:
- Alexandrine (1815–1895)
- Friedrich Thomas Stanislaus (1817–1861)
- Botho (1831–1858)
- und vier weitere Töchter

## Leben
Ferdinand erhielt seinen ersten Unterricht durch Hauslehrer und kam am 6. Juni 1780 in die 1776 gegründete Kadettenanstalt in Kulm und zwei Jahre später, 1782, in das Kadettenhaus nach Berlin. Zwei Jahre später folgte seine Beförderung zum Unteroffizier. Am 10. März 1786 wurde er mit weiteren Kadetten dem König Friedrich II. in Potsdam vorgestellt, dieser ließ ihn zum Infanterieregiment des General Friedrich Bogislav von Tauentzien nach Breslau versetzen.
Im dortigen Infanterieregiment wurde er 1787 zum Fähnrich und am 28. August 1789 zum Sekondeleutnant sowie zum Adjutanten befördert. Er bewährte sich bei dem Großbrand am 25./26. Mai 1791, der die Sand- und Dominsel in Breslau verheerte und bei dem 29 Häuser und das Jakobskloster in Flammen aufgingen. Ebenso bewährte er sich bei dem Aufstand der Handwerksgesellen 1793 in Breslau, der zu den bedeutendsten Aufständen im Revolutionsjahrzehnt im Heiligen Römischen Reich gezählt wird. Eine aufgebrachte Menschenmenge wollte den als korrupt geltenden Geheimrat und Polizeidirektor Carl Friedrich Werner lynchen. Mit Hilfe von 100 Reitern des Kürassierregiments von Diedrich Goswin von Bockum-Dolffs konnte der Polizeidirektor in einer Kutsche aus der Stadt entfernt werden. Bei der Auseinandersetzung mit dem Militär kamen im Laufe der Unruhen 53 Zivilisten zu Tode. 1794 wurde das Regiment an dem von den durch die Generäle Tadeusz Kościuszko und Madaliński begonnenen Kościuszko-Aufstand beteiligt, Schau kam mit seinem Regiment nach Warschau, nachdem die Stadt in Folge der Schlacht bei Praga sich am 5. November 1794 ergeben hatte.
Aufgrund von familiären Entwicklungen nahm er 1796 seinen Abschied, um das väterliche Rittergut Korbsdorf weiter führen zu können.
1797 wurde er zum Stellvertreter des Landrats des Kreises Braunsberg ernannt. 1805 erfolgte seine Wahl zum Landrat des landrätlichen Kreis Mohrungen. 1805 gliederte sich Preußen, nach dem Vertrag von Schönbrunn, in das Napoleonische Bündnissystem ein und Ferdinand von Schau verwaltete 1806 und 1807, unter französischer Herrschaft, die Geschäfte des Landrates in Mohrungen. Der General Anton Wilhelm von L’Estocq schrieb an ihn: „... ich muß aufrichtig gestehen, dass mich Ew. Hochwohlgeboren durch diese ununterbrochene Thätigkeit sehr verbinden, mich aber zugleich zum großen Schuldner machen; es würde mir außerordentlich angenehm seyn, zeigen zu können, wie sehr ich einen solchen Patrioten zu schätzen weiß!“
Beim Ausbruch des Krieges zwischen Frankreich und Russland 1812 wurde er zum Verpflegungsdirektor für den Bezirk Heilsberg ernannt. Am 5. Februar 1813 wurde durch die Abgeordneten der Stände beschlossen, eine Landwehr zu gründen. Ferdinand von Schau wurde in die Generalkommission gewählt, in welcher Graf Friedrich Ferdinand Alexander zu Dohna-Schlobittenden als Generallandschaftsdirektor von Ostpreußen den Vorsitz hatte. Die Provinz wurde bis an die Weichsel in 5 Bezirke geteilt und Schau zum Präsidenten des 4. Bezirks in Heilsberg gewählt. Am 17. März 1813 wurde der Landsturm organisiert und Ferdinand von Schau wurde zum Oberkommandanten des Kreises Braunsberg ernannt. Der König verlieh ihm durch Kabinettsordre vom 30. Mai 1814 das Eiserne Kreuz II. Klasse am weißen Bande.
1816 wurde der Königsberger Regierungsbezirk in 20 Landrat-Kreise eingeteilt und Ferdinand von Schau wurde zum Landrat des Kreises Braunsberg gewählt und in diesem Amt durch Kabinettsordre vom 6. Dezember 1817 bestätigt. 1823 wurde er zusätzlich zum Land-Direktor des Departments Mohrungen gewählt und bei der darauf folgenden Wahl in seinem Amt bestätigt. 
Am 5. Juni 1823 wurden nach dem Gesetz die Provinzialstände wirksam und er nahm, nachdem der Kreis ihn auswählte, als Deputierter an den Landtagen in Königsberg und Danzig teil. 
1828 zog sich der Kommerzienrat Johann August Eduard Östreich (1750–1830) aus gesundheitlichen Gründen von seinem Amt im Gymnasium Braunsberg als Curator localis (gemeinsam mit dem Direktor zuständig für die äußeren Angelegenheiten) zurück; als Nachfolger wurde Ferdinand von Schau durch das Ministerium der Geistlichen, Unterrichts- und Medizinalangelegenheiten bestimmt.  
Am 10. März 1836 wurde sein fünfzigjähriges Dienstjubiläum feierlich in Braunsberg begangen. Der Geheimrat und Oberpräsident Theodor von Schön übergab ihm den vom König Friedrich Wilhelm III. per Kabinettsordre vom 27. Februar 1836 verliehenen Roten Adlerorden II. Klasse.  
Ferdinand von Schau verstarb während einer Dienstreise in Mohrungen.